# 1326

## Esdeveniments
- Mallorca: Jaume III de Mallorca autoritza la instal·lació d'un Consolat de Mar, organisme del dret marítim català, a la ciutat de Palma.

## Necrològiques
- 26 de març - Bolonya: Alessandra Giliani, primera dona italiana que disseccionà cadàvers per a estudis anatòmics (n. 1307).[1]
- 25 de novembre - Japó: Príncep Koreyasu, dotzè shogun